# Knemodynerus turneri
Knemodynerus turneri är en stekelart som först beskrevs av Giordani Soika 1934.  Knemodynerus turneri ingår i släktet Knemodynerus och familjen Eumenidae. Inga underarter finns listade i Catalogue of Life.